# عهدنامه مودت و روابط اقتصادی و حقوق کنسولی
عهدنامه مودت، روابط اقتصادی و حقوق کنسولی (به انگلیسی: Treaty of Amity, Economic Relations, and Consular Rights)، همچنین شناخته‌شده به نام پیمان دوستی، عهدنامه مودت و روابط اقتصادی و کنسولی ایران و آمریکا در سال ۱۳۳۴ در زمان ریاست جمهوری دوایت آیزنهاور و نخست‌وزیری حسین علاء امضا شد. این دوره با آغاز جذب سرمایه‌گذاری خارجی از سوی دولت ایران و تصویب «قانون جلب و حمایت از سرمایه‌گذاری خارجی» همزمان بود.

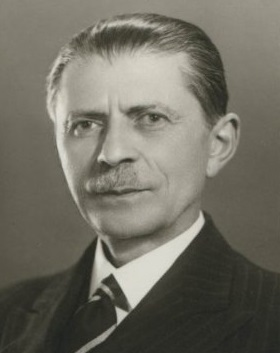
حسین علاء نخست‌وزیر ایران از تاریخ ۱۸ فروردین ۱۳۳۴ الی ۱۴ فروردین ۱۳۳۶

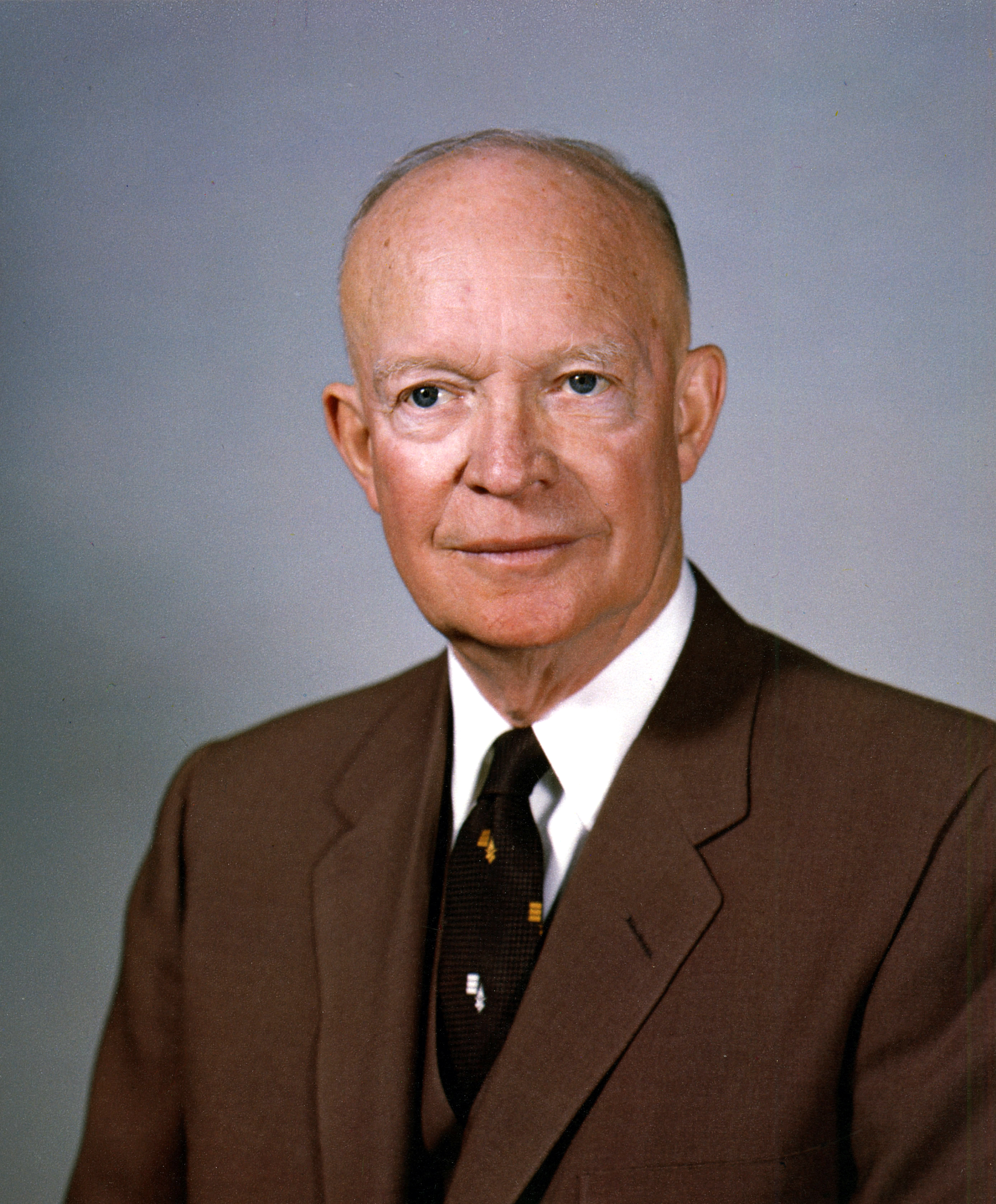
ژنرال پنج ستاره و سیاست‌مدار آمریکایی که از سال ۱۹۵۳ تا ۱۹۶۱ به عنوان سی و چهارمین رئیس‌جمهور ایالات متحده آمریکا مشغول به فعالیت بود.

عهدنامه مودت ایران و آمریکا شامل یک مقدمه و ۲۳ ماده، متضمن مقررات توسعه روابط بازرگانی و تنظیم روابط حقوقی و کنسولی دو کشور با تأکید بر صلح و دوستی پایدار میان دو کشور است. عهدنامه در ۲۳ مرداد ۱۳۳۴ (یا ۱۵ اوت ۱۹۵۵) (کمتر از یک هفته تا دومین سالگرد کودتا علیه دولت مصدق) توسط مصطفی سمیعی معاون وزارت امور خارجه ایران و سلدن چاپن سفیر کبیر فوق‌العاده آمریکا در تهران امضا شد و در ۲۶ اردیبهشت ۱۳۳۶ (۱۶ مه ۱۹۵۷) پس از آنکه اسناد آن در تهران مبادله شد، وارد مرحله اجرایی شد و عملاً از این سال تاکنون مهمترین چارچوب حقوقی دوجانبه میان ایران و آمریکا باقی مانده‌است.

## بند ۲ ماده ۲۱
بر اساس بند ۲ از ماده ۲۱ عهدنامه مودت، هر اختلافی میان ایران و آمریکا در مورد تفسیر یا اجرای این عهدنامه که از طریق دیپلماتیک میان ایران و آمریکا قابل حل نباشد، باید به دیوان بین‌المللی دادگستری لاهه ارجاع شود. به بیان دیگر بر اساس عهدنامه مودت ارجاع هر اختلافی به دیوان بین‌المللی با رضایت ایران یا آمریکا امکان‌پذیر است و به پیش شرط دیگری احتیاج ندارد. متن صفحه. انگیزهٔ این پیمان، پابرجایی مناسبات دوستانه، گسترش همکاری‌های بازرگانی، و ساماندهی روابط کنسولی خوانده شد.
۲۲ سال پس از اجرایی شدن عهدنامه مودت و روابط اقتصادی و حقوق کنسولی، واقعه گروگانگیری دیپلمات‌های آمریکایی در تهران در آبان ۱۳۵۸(نوامبر۱۹۷۹) پیش آمد. آمریکا چند ماه بعد در اردیبهشت ١٣۵٩ (آوریل۱۹۸۰) روابط سیاسی خود با ایران را به‌طور یکجانبه قطع کرد و کمتر از چند روز بعد در همین ماه برای آزادی گروگان‌ها دست به یک عملیات نظامی در خاک ایران زد که به دلیل نقص فنی تجهیزات و تغییرات پیش‌بینی نشده اقلیمی، به‌طور کامل شکست خورد.

## اولین رجوع به پیمان مودت برای شکایت در دیوان بین‌المللی دادگستری
آمریکا با استناد به بند ۴ از ماده ۲ عهدنامه در جریان واقعه گروگانگیری، از ایران به دیوان بین‌المللی دادگستری شکایت کرده بود و دیوان با معتبر دانستن عهدنامه، رای به آزادی فوری گروگان‌ها داده بود.

## اولین رجوع ایران به پیمان مودت برای شکایت در دیوان بین‌المللی دادگستری
کمتر از یک دهه بعد، ایران در جریان حمله ناو آمریکایی وینسنس به هواپیمای مسافربری اش که به سقوط این هواپیما و کشته شدن نزدیک به ۳۰۰ مسافر غیرنظامی آن انجامید به ایکائو (سازمان بین‌المللی هوانوردی) شکایت کرد اما با ناامیدی از به نتیجه رسیدن این شکایت، با استناد به بند ۲ ماده ۲۱ عهدنامه، در دیوان شکایتی علیه آمریکا مطرح کرد که بررسی آن مورد پذیرش دیوان قرار گرفت که به معنی معتبر بودن عهدنامه ۱۹۵۵ است هرچند تا پیش از اعلام رای، ایران و آمریکا به‌طور دوجانبه مصالحه کردند.

## دومین رجوع ایران و آمریکا به پیمان مودت برای شکایت در دیوان بین‌المللی دادگستری
دومین باری که ایران با استناد به این عهدنامه از آمریکا به دیوان شکایت کرد نوامبر ۱۹۹۲ و موضوع آن حمله آمریکا به سکوهای نفتی ایران در خلیج فارس بود. همزمان با پذیرش شکایت ایران از آمریکا، آمریکا هم در همین دوره شکایت متقابلی را علیه ایران به دیوان ارجاع کرد.
در هر دو مورد دیوان عهدنامه مودت ۱۹۵۵ را بار دیگر معتبر دانست و صلاحیتش را برای بررسی موضوع تأیید کرد. پیش از این، در جریان ماجرای آزادی گروگان‌ها در توافق الجزایر میان ایران و آمریکا (که به تشکیل دیوان داوری ایران و آمریکا هم انجامید) این دیوان که صرفاً به اختلافات دو کشور از زمان گروگانگیری تا آزادی دیپلمات‌ها می‌پردازد، دست کم در ۲۷ رای عهدنامه مودت سال ۱۹۵۵ را معتبر اعلام کرده‌است.

## بند ۳ ماده ۲۳
هر دو کشور ایران و آمریکا نه تنها از بند ۳ ماده ۲۳ عهدنامه که مربوط به شرایط خروج از این پیمان و پایان اعتبار این سند حقوقی است استفاده نکرده‌اند بلکه به رای دیوان داوری بین‌المللی و دیوان داوری ایران و آمریکا مبنی بر اعتبار عهدنامه مودت اعتراضی نداشته‌اند و حتی بر اساس مفاد عهدنامه مودت در سال‌های بعد به دیوان شکایت کرده‌اند.

## خاتمه پیمان
در ۳ اکتبر سال ۲۰۱۸ میلادی (مطابق با ۱۱ مهر ۱۳۹۷ شمسی)، مایک پمپئو، وزیر امور خارجه وقت آمریکا، اعلام کرد که آمریکا از این پیمان بیرون رفته‌ است. این پیمان پس از خروج هر کدام از طرفین تا یک سال بعد پابرجا می‌ماند.
در سال ۲۰۱۸، بعد از اینکه دیوان بین‌المللی دادگستری به آمریکا دستور داد که بر اساس این پیمان، تحریم‌های دارویی و محصولات کشاورزی و درمانی و تجهیزات فنی هواپیما و مسافربری و... ظالمانه اقتصادی  علیه ایران را لغو کند، این کشور به طور رسمی از این عهدنامه خارج شد.
واشنگتن تلاش کرد تا جلوی بررسی پرونده جدید را در دادگاه لاهه بگیرد و وکلای این کشور استدلال کردند که ایران «دستان ناپاکی» دارد و در حملات 
در حکم دیوان عالی آمریکا آمده بود که از محل یک میلیارد و ۷۵۰ میلیون دلار از دارایی‌های ایران به بازماندگان و قربانیان حملات «تروریستی» پرداخت شود.
این حملات،
یکی دیگر از این حملات نیز، انفجار پایگاه نیروهای نظامی آمریکایی در شهر خُبر عربستان سعودی که در سال ۱۹۹۶ رخ داد و در جریان آن ۱۹ نظامی آمریکایی کشته شدند.